# Gordon Hillman
Gordon Hillman (Reino Unido, 29 de julho de 1943 – 1 de julho de 2018) foi um antropólogo britânico.

## Carreira
Trabalhou como professor em Paleoetnobotânica no instituto de arqueologia, na Universidade College de Londres.
Ele sofria de mal de parkinson, morreu em 1 de julho de 2018.